# Trithemis lilacina
Trithemis lilacina är en trollsländeart som beskrevs av W. Foerster 1899. Trithemis lilacina ingår i släktet Trithemis och familjen segeltrollsländor. IUCN kategoriserar arten globalt som livskraftig. Inga underarter finns listade i Catalogue of Life.